# Chassant
Chassant település Franciaországban, Eure-et-Loir megyében. Lakosainak száma 304 fő (2022. január 1.). Chassant Thiron-Gardais és Frazé községekkel határos.

## Népesség
A település népességének változása:
| Lakosok száma | 322  | 291  | 305  | 317  | 337  | 333  | 329  | 327  | 320  | 304  |
|               | 1968 | 1982 | 1990 | 2006 | 2013 | 2015 | 2017 | 2019 | 2020 | 2022 |